# Bande dessinée française

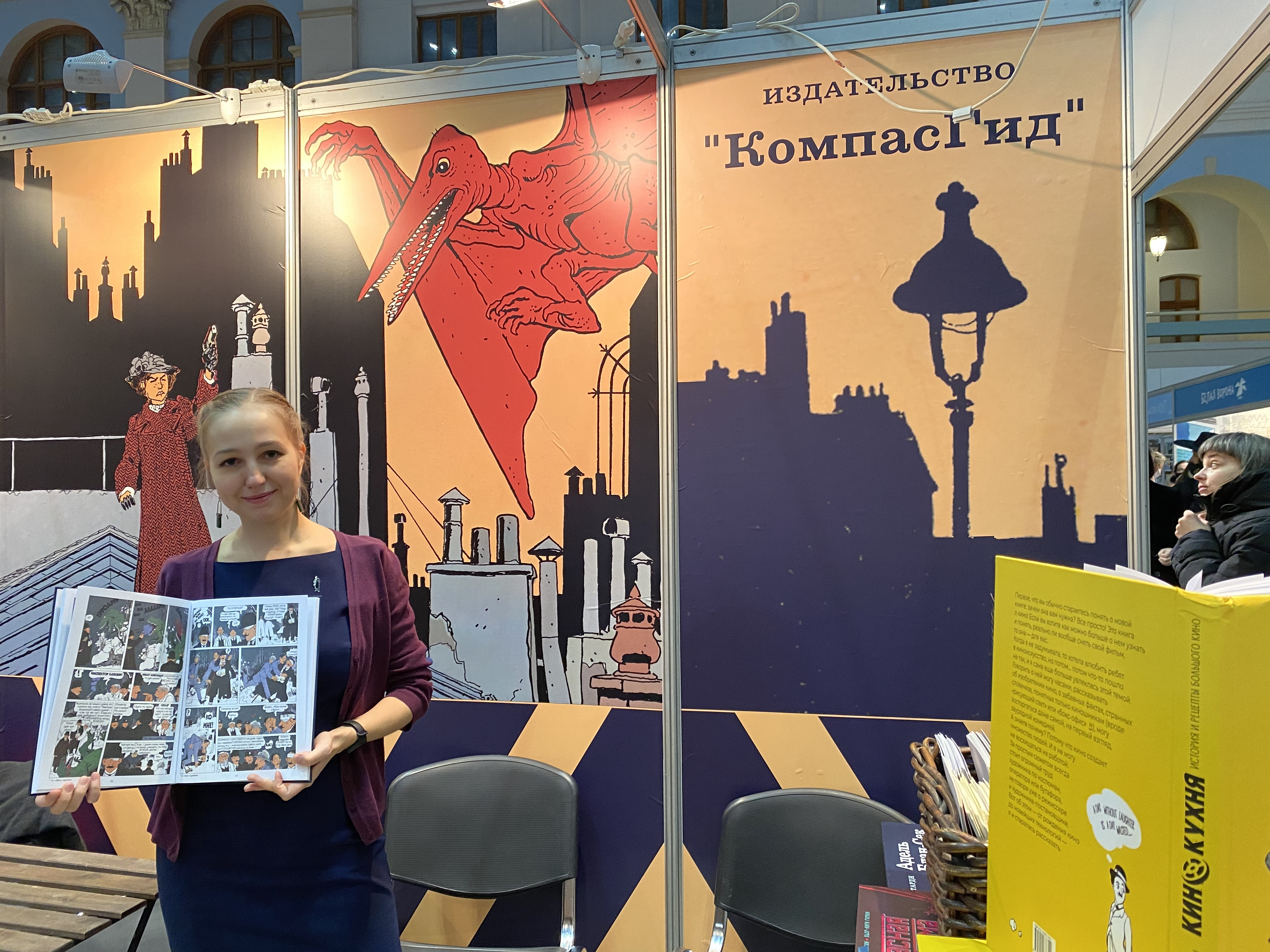
Une employée de l'éditeur "KompasGuid" présente une bande dessinée des Aventures d'Adèle Blanc-sec lors de l'exposition non/fiction n°23.

La bande dessinée française est une bande dessinée publiée en France ou par des auteurs francophones. La France, la Belgique, la Suisse et le Québec forment un groupe d'auteurs, d'éditeurs et de lecteurs de bandes dessinées francophones. Cela a également donné lieu au développement de la bande dessinée franco-belge.

## Précurseur
Les Images d'Épinal sont mentionnées comme le lointain prédécesseur de la bande dessinée française. Il y a eu aussi les « histoires sans paroles » qui sont parues dans l'hebdomadaire parisien Le Chat noir entre 1882 et 1895. Des artistes de renom tels que Steinlen, Willette, de Sta, Döes, Fau, Rabier et Caran d'Ache ont travaillé pour ce magazine. En France, la véritable bande dessinée est née à la fin du XIXe siècle. Les bandes dessinées françaises contiennent des légendes à la place des bulles de texte. Jusqu'à la Première Guerre mondiale, les bandes dessinées avec des bulles de texte étaient l'exception. Le plus célèbre pionnier de la bande dessinée française est Christophe, qui dessine les aventures de La famille Fenouillard pour la revue Le Petit Français illustré. Le terme « bande dessinée » n'est apparu que dans les années 1950.

## Histoire

### Les débuts
Plusieurs revues pour la jeunesse voient le jour au début du siècle, dont certaines sont destinées aux enfants de la bourgeoisie (Mon Journal, Le journal de la jeunesse, Le journal illustré) et d'autres à la jeunesse ouvrière, qui raconte généralement des histoires moins agréables (L'Épatant, Le petit illustré, Cri-Cri, Fillette, L'Intrépide). Les éditeurs traditionnels créent également des magazines de bandes dessinées (La semaine de Suzette, Lisette, Pierrot, L'écho de Noël, Bernadette, Cœurs vaillants). Bécassine, dessinée par Joseph Pinchon, apparaît pour la première fois dans l'hebdomadaire féminins La semaine de Suzette en 1905 et connaît un grand succès.

### L'âge d'or des illustrés
Dans son no 114 du 3 mai 1925, le périodique Dimanche Illustré publie la première véritable bande dessinée française. Pour remplacer une publicité, le dessinateur Alain Saint-Ogan a l'idée de créer la série Zig et Puce. C'est la première bande dessinée d'un français qui comporte des phylactères. Malgré le fort succès de Zig et Puce, les auteurs français n'abandonnent que rarement l'histoire en image pour le phylactère. Saint-Ogan s'est inspiré de la bande dessinée américaine Winnie Winkle, parue dans le magazine du même nom.
En 1928, Paul Winkler créé Opera Mundi, une agence de presse qui représente la King Features Syndicate et Walt Disney en France. Ne parvenant pas à placer les bandes dessinées dans les journaux, il décide de créer son propre support périodique. Le 21 octobre 1934, parait Le Journal de Mickey avec du matériel américain, mais des véritables bandes dessinées avec des phylactères. Le succès est immédiat et oblige les autres maisons d'éditions à réagir. Librairie Moderne lance Jumbo en 1935 et Aventures l'année suivante. Ces deux journaux sont réalisés avec des bandes dessinée étrangères. Les Éditions Mondiales créent Hurrah ! en 1935 et L'Aventureux en 1936. Cette même année, Paul Winkler récidive en publiant Robinson pour publier notamment de la science-fiction, puis Hop-là ! l'année suivante avec une grande part pour la bande dessinée humoristique. Fondé en 1933, Mon camarade est le premier journal de la mouvance communiste à avoir une diffusion relativement importante.
Les frères Offenstadt (devenus la Société parisienne d'édition en 1919) répliquent en lançant Junior et L'As aux contenus américains, alors que leurs périodiques précédents franco-centrés s'effondraient et stoppaient leurs publications. Le premier est publié en 1936 et comporte quelques auteurs français comme Jean Trubert ou Mat. Le second en 1937 avec des auteurs français comme Gaston Callaud, qui a repris Bibi Fricotin, Edmond-François Calvo, René Giffey, ou encore Albert Badert. Les bandes dessinées américaines coûtent alors beaucoup moins chère à produire que les bandes dessinées françaises, puisque leurs coûts sont amortis dans plusieurs pays. Cette domination de la production d'outre-atlantique, fait que de nombreux auteurs français rejoignent la presse humoristique et à la fin des années 1930, il n'y a plus qu'une vingtaine de dessinateurs français de bandes dessinées. Néanmoins en 1937, René Pellos publie Futuropolis dans le journal Junior, la première bande dessinée française qui parvient à rivaliser avec la qualité des séries américaines. En 1937, le quotidien Le Petit Parisien lance Le Journal de Toto pour les jeunes. Rob-Vel y crée le personnage titre de Toto, qui plus tard allait l'inspirer pour créer le personnage de Spirou pour le journal belge du même nom.

### La guerre
Jusqu'au mois de juin 1940, les journaux paraissent à peu près normalement avec parfois des restrictions de papiers ou des arrêts de séries pour cause de dessinateurs au front. Avec la défaite de l'armée française lors de la bataille de France, les journaux partent pour le sud et tentent de survivre en zone libre. Les bandes dessinées américaines disparaissent peu à peu et définitivement en 1942. Les journaux sont alors obligé de se tourner vers des auteurs français.
Dans la zone occupée, Aventures s'arrête en septembre 1941, Hurrah ! disparaît en avril 1942 et L'Aventureux en mai 1942. Avant de disparaître, René Brantonne, René Giffey, ou encore Raymond Poïvet y publient des séries de bonnes qualités en s'inspirant fortement des séries américaines qui viennent de disparaître du marché français. En zone libre, Le Journal de Mickey, privé du matériel américain est regroupé avec Hop-là !. Avec Robinson, il parvient à survivre jusqu'en juillet 1944. Si les bandes dessinées françaises publiées dans Le Journal de Mickey et Hop-là ! réunis sont sans intérêts hormis quelques histoires de Georges Sogny, Robinson parvient à réunir quelques auteurs de qualité comme René Pellos ou Pierre Billon. Jumbo quant à lui paraît jusqu'en novembre 1944 avec des auteurs comme Chott.

### L'après-guerre
Après la guerre, certains magazines français d'avant-guerre sont réédités. De nouveaux magazines sont également publiés, tels que Coq Hardi de Jacques Dumas et Vaillant, Le journal de Pif. En outre, il y a également des magazines de bande dessinée en noir et blanc tel que 34 Caméra et Superboy,. Il y a aussi la concurrence de la Belgique francophone avec Spirou qui apparaît en France à partir de 1946 et Tintin qui vient en 1948.
Le marché des magazines de bande dessinée est en pleine croissance et plusieurs magazines ont un tirage de plus de 200 000 exemplaires. Mais il y a un appel à la réglementation. Les magazines catholiques protestent contre la nature violente de certaines BD et le parti communiste soutient également la réglementation, pour des raisons de protectionnisme, contre l'afflux de BD américaines par l'intermédiaire de l'agence Opera Mundi de Paul Winkler. Des lois sont en cours d'adoption, qui obligent à publier au moins 75 % de bandes dessinées maison et établissent un contrôle de la moralité des bandes dessinées. La loi du 16 juillet 1949 est moraliste et protectionniste.

### Émergence de la bande dessinée française numérique
La bande dessinée numérique française apparaît dans les années 1990.

## Publications

### Format
Les bandes dessinées francophones sont majoritairement publiées dans un format dit « album » c'est-à-dire en format A4. Pour des raisons techniques, l'impression des albums est réalisé en A1 recto-verso puis plié en 4 pour former du A4, soit 16 pages de A4 pour une impression de A1. Souvent constitué de 48 pages, les albums sont donc composés de 3 cahiers (impression en A1). Pour des raisons économiques, la plupart sont publiés en couverture cartonnée. Le format broché, plus onéreux, est utilisé par des maisons d'éditions prestigieuse et de haut de gamme.

## Économie
En 2018 en France, le chiffre d'affaires de la bande dessinée est estimé à 500 millions d'euros. La bande dessinée franco-belge représente 296,7 millions d'euros de ce chiffre d'affaires. Le nombre d'acheteurs sur l'année est estimé à 6,9 millions de personnes, qui investissent en moyenne 43 euros dans trois albums de bandes dessinées franco-belges.
Socialement, les acheteurs ont en moyenne 42 ans, appartiennent majoritairement à une catégorie socioprofessionnelle supérieure et sont à 54 % des femmes.
Dans les années 2000, le marché de la bande dessinée en France est de plus en plus alimenté par de nouveaux genres : mangas, comics et romans graphiques.

### articles connexes
- liste de prix de bande dessinée
- festival international de la bande dessinée d'Angoulème
- Liste de maisons d'édition de bande dessinée